# Temporada 1949-50 de la NBA
La temporada 1949-50 de la NBA fue la 4.ª en la historia de la liga, siendo la primera campaña en la que oficialmente se la conoce como NBA. La temporada finalizó con Minneapolis Lakers como campeones tras ganar a Syracuse Nationals por 4–2.

## Aspectos destacados
- Indianapolis Jets y Providence Steamrollers desaparecieron tras la temporada 1948-49.
- Seis equipos (Anderson, Denver, Sheboygan, Syracuse, Tri-Cities y Waterloo) de la National Basketball League se unieron a la  Basketball Association of America. Indianapolis Olympians, un equipo en expansión programado para jugar en la NBL en la temporada 1949-50, fue incluido también en la BAA. Como resultado, la BAA fue renombrada a National Basketball Association.
- La liga fue reordenada en tres divisiones.

## Clasificaciones
| Equipo                | V  | D  | %V   | P  |
| --------------------- | -- | -- | ---- | -- |
| Syracuse Nationals    | 51 | 13 | .797 | -  |
| New York Knicks       | 40 | 28 | .588 | 13 |
| Washington Capitols   | 32 | 36 | .471 | 21 |
| Philadelphia Warriors | 26 | 42 | .382 | 27 |
| Baltimore Bullets     | 25 | 43 | .368 | 28 |
| Boston Celtics        | 22 | 46 | .324 | 31 |

| Equipo               | V  | D  | %V   | P  |
| -------------------- | -- | -- | ---- | -- |
| Minneapolis Lakers ' | 51 | 17 | .750 | -  |
| Rochester Royals     | 51 | 17 | .750 | -  |
| Fort Wayne Pistons   | 40 | 28 | .588 | 11 |
| Chicago Stags        | 40 | 28 | .588 | 11 |
| St. Louis Bombers    | 26 | 42 | .382 | 25 |

| Team                   | W  | L  | PCT. | GB |
| ---------------------- | -- | -- | ---- | -- |
| Indianapolis Olympians | 39 | 25 | .609 | -  |
| Anderson Packers       | 37 | 27 | .578 | 2  |
| Tri-Cities Blackhawks  | 29 | 35 | .453 | 10 |
| Sheboygan Redskins     | 22 | 40 | .355 | 16 |
| Waterloo Hawks         | 19 | 43 | .306 | 19 |
| Denver Nuggets         | 11 | 51 | .177 | 27 |

* V: Victorias
* D: Derrotas
* %V: Porcentaje de victorias
* P: Partidos de diferencia respecto a la primera posición
* C: Campeón

## Playoffs
|  | Semifinales de División | Semifinales de División | Semifinales de División |                    |                    | Finales de División | Finales de División | Finales de División |  |    | Semifinales NBA    | Semifinales NBA | Semifinales NBA |  |    | Finales de la NBA  | Finales de la NBA | Finales de la NBA |
|  |                         |                         |                         |                    |                    |                     |                     |                     |  |    |                    |                 |                 |  |    |                    |                   |                   |
|  |                         | Bye                     |                         |                    |                    |                     |                     |                     |  |    |                    |                 |                 |  |    |                    |                   |                   |
|  |                         | Bye                     |                         |                    |                    |                     |                     |                     |  |    |                    |                 |                 |  |    |                    |                   |                   |
|  |                         |                         | Bye                     |                    |                    |                     |                     |                     |  |    |                    |                 |                 |  |    |                    |                   |                   |
|  |                         |                         |                         |                    |                    |                     |                     |                     |  |    |                    |                 |                 |  |    |                    |                   |                   |
|  |                         |                         | Bye                     |                    |                    |                     |                     |                     |  |    |                    |                 |                 |  |    |                    |                   |                   |
|  |                         | Bye                     |                         |                    |                    |                     |                     |                     |  |    |                    |                 |                 |  |    |                    |                   |                   |
|  |                         |                         |                         |                    |                    |                     |                     |                     |  |    |                    |                 |                 |  |    |                    |                   |                   |
|  |                         | Bye                     |                         |                    |                    |                     |                     |                     |  |    |                    |                 |                 |  |    |                    |                   |                   |
|  |                         |                         |                         |                    |                    |                     |                     | Bye                 |  |    |                    |                 |                 |  |    |                    |                   |                   |
|  | División Este           |                         |                         |                    |                    |                     |                     |                     |  |    |                    |                 |                 |  |    |                    |                   |                   |
|  |                         | E1                      | Syracuse Nationals      |                    |                    |                     |                     |                     |  |    |                    |                 |                 |  |    |                    |                   |                   |
|  | E1                      | E1                      | Syracuse Nationals      | Syracuse Nationals | 2                  |                     |                     |                     |  |    |                    |                 |                 |  |    |                    |                   |                   |
|  | E1                      |                         |                         | Syracuse Nationals | 2                  |                     |                     |                     |  |    |                    |                 |                 |  |    |                    |                   |                   |
|  | E4                      | Philadelphia Warriors   | 0                       |                    |                    |                     |                     |                     |  |    |                    |                 |                 |  |    |                    |                   |                   |
|  | E4                      | Philadelphia Warriors   | 0                       |                    | E1                 | Syracuse Nationals  | 2                   |                     |  |    |                    |                 |                 |  |    |                    |                   |                   |
|  |                         |                         |                         |                    | E1                 | Syracuse Nationals  | 2                   |                     |  |    |                    |                 |                 |  |    |                    |                   |                   |
|  |                         | E2                      | New York Knicks         | 1                  |                    |                     |                     |                     |  |    |                    |                 |                 |  |    |                    |                   |                   |
|  | E2                      | E2                      | New York Knicks         | 1                  | New York Knicks    | 2                   |                     |                     |  |    |                    |                 |                 |  |    |                    |                   |                   |
|  | E2                      |                         |                         |                    | New York Knicks    | 2                   |                     |                     |  |    |                    |                 |                 |  |    |                    |                   |                   |
|  | E3                      | Washington Capitols     | 0                       |                    |                    |                     |                     |                     |  |    |                    |                 |                 |  |    |                    |                   |                   |
|  | E3                      | Washington Capitols     | 0                       |                    |                    |                     |                     |                     |  |    |                    |                 |                 |  | E1 | Syracuse Nationals | 2                 |                   |
|  |                         | División Central        |                         |                    |                    |                     |                     |                     |  |    |                    |                 |                 |  | E1 | Syracuse Nationals | 2                 |                   |
|  |                         | C1                      | Minneapolis Lakers      | 4                  |                    |                     |                     |                     |  |    |                    |                 |                 |  |    |                    |                   |                   |
|  | C1                      | C1                      | Minneapolis Lakers      | 4                  | Minneapolis Lakers | 2                   |                     |                     |  |    |                    |                 |                 |  |    |                    |                   |                   |
|  | C1                      |                         |                         |                    | Minneapolis Lakers | 2                   |                     |                     |  |    |                    |                 |                 |  |    |                    |                   |                   |
|  | C4                      | Chicago Stags           | 0                       |                    |                    |                     |                     |                     |  |    |                    |                 |                 |  |    |                    |                   |                   |
|  | C4                      | Chicago Stags           | 0                       |                    | C1                 | Minneapolis Lakers  | 2                   |                     |  |    |                    |                 |                 |  |    |                    |                   |                   |
|  |                         |                         |                         |                    | C1                 | Minneapolis Lakers  | 2                   |                     |  |    |                    |                 |                 |  |    |                    |                   |                   |
|  |                         | C3                      | Fort Wayne Pistons      | 0                  |                    |                     |                     |                     |  |    |                    |                 |                 |  |    |                    |                   |                   |
|  | C2                      | C3                      | Fort Wayne Pistons      | 0                  | Rochester Royals   | 0                   |                     |                     |  |    |                    |                 |                 |  |    |                    |                   |                   |
|  | C2                      |                         |                         |                    | Rochester Royals   | 0                   |                     |                     |  |    |                    |                 |                 |  |    |                    |                   |                   |
|  | C3                      | Fort Wayne Pistons      | 2                       |                    |                    |                     |                     |                     |  |    |                    |                 |                 |  |    |                    |                   |                   |
|  | C3                      | Fort Wayne Pistons      | 2                       |                    |                    |                     |                     |                     |  | C1 | Minneapolis Lakers | 2               |                 |  |    |                    |                   |                   |
|  | División Oeste          |                         |                         |                    |                    |                     |                     |                     |  | C1 | Minneapolis Lakers | 2               |                 |  |    |                    |                   |                   |
|  |                         | O2                      | Anderson Packers        | 0                  |                    |                     |                     |                     |  |    |                    |                 |                 |  |    |                    |                   |                   |
|  | O1                      | O2                      | Anderson Packers        | 0                  | Indianapolis       | 2                   |                     |                     |  |    |                    |                 |                 |  |    |                    |                   |                   |
|  | O1                      |                         |                         |                    | Indianapolis       | 2                   |                     |                     |  |    |                    |                 |                 |  |    |                    |                   |                   |
|  | O4                      | Sheboygan Redskins      | 1                       |                    |                    |                     |                     |                     |  |    |                    |                 |                 |  |    |                    |                   |                   |
|  | O4                      | Sheboygan Redskins      | 1                       |                    | O1                 | Indianapolis        | 1                   |                     |  |    |                    |                 |                 |  |    |                    |                   |                   |
|  |                         |                         |                         |                    | O1                 | Indianapolis        | 1                   |                     |  |    |                    |                 |                 |  |    |                    |                   |                   |
|  |                         | O2                      | Anderson Packers        | 2                  |                    |                     |                     |                     |  |    |                    |                 |                 |  |    |                    |                   |                   |
|  | O2                      | O2                      | Anderson Packers        | 2                  | Anderson Packers   | 2                   |                     |                     |  |    |                    |                 |                 |  |    |                    |                   |                   |
|  | O2                      |                         |                         |                    | Anderson Packers   | 2                   |                     |                     |  |    |                    |                 |                 |  |    |                    |                   |                   |
|  | O3                      | Tri-Cities Blackhawks   | 1                       |                    |                    |                     |                     |                     |  |    |                    |                 |                 |  |    |                    |                   |                   |

Negrita - Ganador de las series
cursiva - Equipo con ventaja de campo

## Estadísticas
| Categoría                    | Jugador       | Equipo                 | Estadísticas |
| ---------------------------- | ------------- | ---------------------- | ------------ |
| Puntos por partido           | George Mikan  | Minneapolis Lakers     | 27.4         |
| Asistencias por partido      | Andy Phillip  | Chicago Stags          | 5.8          |
| Porcentaje de tiros de campo | Alex Groza    | Indianapolis Olympians | 47.8%        |
| Porcentaje de tiros libres   | Max Zaslofsky | Chicago Stags          | 84.3%        |

## Premios
- Primer Quinteto de la Temporada
  - Max Zaslofsky, Chicago Stags
  - Bob Davies, Rochester Royals
  - Alex Groza, Indianapolis Olympians
  - George Mikan, Minneapolis Lakers
  - Jim Pollard, Minneapolis Lakers

- Segundo Quinteto de la Temporada
  - Fred Schaus, Fort Wayne Zollner Pistons
  - Frank Brian, Anderson Packers
  - Al Cervi, Syracuse Nationals
  - Ralph Beard, Indianapolis Olympians
  - Dolph Schayes, Syracuse Nationals